# Insigne des blessés civils
Pour les articles homonymes, voir Insigne des blessés.
L’insigne des blessés civils est une distinction française destinée aux civils qui, sans condition d'âge ou de sexe, ont été blessés ou mutilés du fait de la guerre.

## Forme et dimensions
Le dessin de la médaille des blessés civils est proche de celui de l'insigne des blessés militaires, mais l'étoile est émaillée de blanc. La largeur est de 36 mm sur une hauteur de 10 mm.
Porté en barrette, le ruban, d'un modèle similaire aux médailles d'Orient et du Moyen-Orient, est composé de sept raies verticales disposées de la manière suivante : fond bleu traversé en son centre par une raie ocre-jaune de 10 mm et de deux raies ocre-jaune de 2,5 mm, situées à 2 mm des bords respectifs.
L’insigne, sous la forme d'une petite étoile à cinq branches émaillée de blanc, symbolise le corps du blessé.